# Raisonnable (1755)
Il Raisonnable era un vascello di linea francese da 64 cannoni, in servizio nella marina francese tra il 1757 e il 1758, e nella marina britannica tra il 1758 e il 1762 con il nome di HMS Raisonnable. Il vascello fu messo in cantiere durante la vacanza delle costruzioni navali che separò la fine della guerra di successione austriaca (1748) dall'inizio della guerra dei sette anni (1755).

## Storia
Il vascello da 64 cannoni Raisonnable era una nave moderatamente armata costruita secondo gli standard definiti negli anni 1730 e 1740 dai costruttori francesi per ottenere un buon rapporto costo/manovrabilità/armamento al fine di poter fronteggiare la marina inglese, che dalla fine delle guerre di Luigi XIV disponeva di molte più navi. La prima di queste fu varata nel 1735, seguita da diverse decine di altre fino alla fine degli anni settanta del XVIII secolo, quando furono definitivamente surclassate dalle navi armate con 74 cannoni. La costruzione del vascello da 64 cannoni Raisonnable, fu ordinata presso l'arsenale di Rochefort nel giugno 1754, e l'unità fu varata nel novembre 1756 entrando in servizio nel dicembre 1757.
Lo scafo era realizzato in quercia, il sartiame in pino e le vele e le corde in canapa. L'armamento si componeva di ventisei cannoni da 24 libbre sulla prima batteria, dotata di 13 portelli per lato, ventotto cannoni da 12 libbre sulla seconda batteria, con quattordici portelli per lato, dieci cannoni da 6 libbre sul cassero di prua. Al momento del fuoco, poteva sparare una bordata del peso di 540 libbre (circa 265 kg) e il doppio se la nave sparava contemporaneamente su entrambi i lati. Ogni cannone aveva una riserva di 50-1.060 palle di cannone, senza contare le palle incatenate e i proiettili a mitraglia.
Per sfamare le centinaia di uomini del suo equipaggio il vascello imbarcava scorte di acqua dolce per due o tre mesi e di cibo per cinque o sei mesi. La nave imbarcava decine di tonnellate di acqua, vino, olio, aceto, farina, biscotti, formaggio, carne e pesce salati, frutta e verdura secca, condimenti, e persino bestiame vivo da macellare man mano che la campagna procedeva.
Il Raisonnable entrò in servizio nel pieno della guerra con l'Inghilterra. All'inizio del 1758 effettò la sua prima missione bellica sotto il comando del principe Louis Armand Constantin de Rohan. Il vascello faceva parte della divisione del marchese Jean Antoine de Charry des Gouttes che doveva raggiungere Louisbourg con due altri vascelli e sei fregate. Le altre navi erano il Prudent, l'Apollon, la Diane, la Mutine, la Fidèle, la Galatée, la Messager e la Chèvre.
Il 29 aprile 1758, quando si trovava ancora nel golfo di Biscaglia, fu avvistato dalla divisione inglese del capitano Edward Pratten che si mise all'inseguimento del vascello francese.
Verso le 19:00 fu raggiunto dal vascello da 70 cannoni Dorsetshire con cui ingaggiò combattimento per due ore. Alla notte il Dorsethshire fu raggiunto dall'Achilles, da 60 cannoni, con il quale scambiò diverse bordate prima di essere costretto ad ammainare la bandiera. Il Raisonnable fu uno dei 37 vascelli perduti dalla Francia nel corso della guerra dei sette anni.
Il 20 luglio 1758 arrivò a Portsmouth dove fu rinominato HMS Raisonnable il 15 agosto, acquistato dalla Royal Navy al costo di 14.368 sterline. Tra il marzo e l'aprile 1759 fu sottoposto a lavori di raddobbo al costo di 3673 sterline e 4 durham, entrando quindi in servizio al comando del captain John Montagu con cui salpò per le isole Sottovento il 18 aprile. Il 15 luglio 1759 assunse il comando del Raisonnable il captain Molyneux Shuldham. Il 3 febbraio 1762 il vascello si incagliò su una barriera corallina al largo del porto della Martinica affondando successivamente.

### Annotazioni
1. ↑  I vascelli da 74 cannoni apparvero nove anni dopo il lancio del primo da 64 cannoni, il Borée.

### Fonti
1. 1 2 3  Three Decks.
2. 1 2 3 4 5  Three Decks.
3. ↑  Villiers 2015, p. 126.
4. 1 2  Meyer, Acerra 1994, pp. 90-91.
5. ↑  Acerra, Zysberg 1997, p. 67.
6. ↑  Eccles 1972, p. 123.
7. 1 2 3  Acerra, Zysberg 1997, pp. 107-119.
8. ↑  Agh.
9. 1 2  Vergé-Franceschi 2002, pp. 1486-1487.
10. 1 2  Vergé-Franceschi 2002, pp. 1031-1034.
11. ↑  Taillemite 2002, p. 458.
12. ↑  Roche 2005, p. 28.
13. 1 2  Troude 1867, p. 363.
14. ↑  Vergé-Franceschi 2002, p. 1327.